# Nowyja Łuki (przystanek kolejowy)
Nowyja Łuki (biał. Новыя Лукі; ros. Новые Луки) – przystanek kolejowy w miejscowości Nowyja Łuki, w rejonie żłobińskim, w obwodzie homelskim, na Białorusi. Położony jest na linii Orsza - Mohylew - Żłobin.